# 엘름스호른

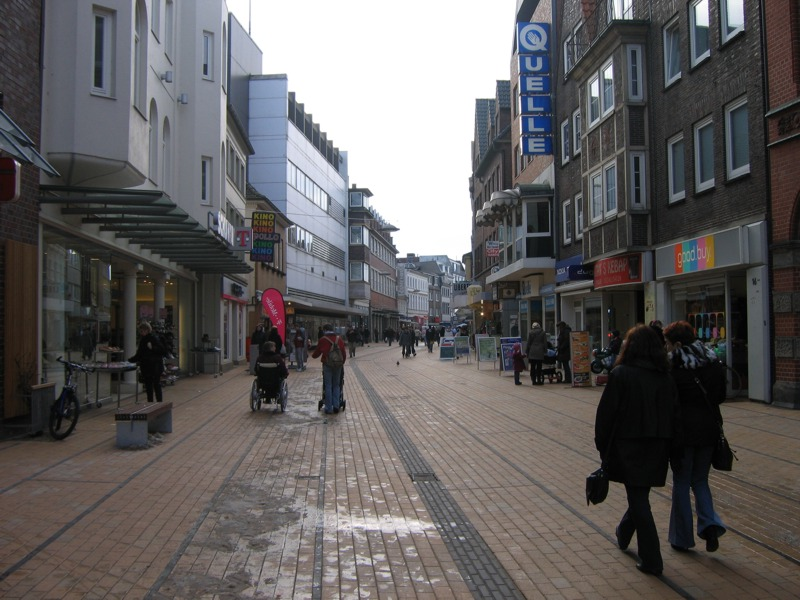
엘름스호른

엘름스호른(독일어: Elmshorn)은 독일 슐레스비히홀슈타인주에 위치한 도시로 면적은 21.36km2, 높이는 21m, 인구는 48,684명(2015년 12월 31일 기준), 인구 밀도는 2,300명/km2이다. 함부르크에서 북쪽으로 30km 정도 떨어진 곳에 위치한다.

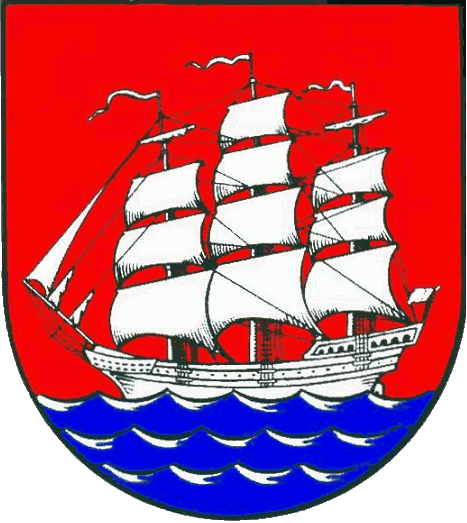
시 문장

## 자매 도시
- 프랑스 타라스콩
- 독일 비텐베르게
- 폴란드 스타르가르트
- 핀란드 라이시오
- 미국 벤투라